# 460mm kanón typu 94
460mm kanón typu 94 japonského císařského námořnictva byl největší lodní kanón, který byl kdy instalován na válečné lodi. Oficiální japonské označení bylo 45-kókei 94-šiki 40-senči hó (四五口径九四式四〇糎砲 45kaliberní 40cm kanón typu 94), neboť Japonci se snažili utajit skutečnou mohutnost této zbraně. Kanón byl vyvinut ve třicátých letech 20. století jako výzbroj hlavní baterie bitevních lodí třídy Jamato a na prvních dvou dokončených jednotkách této třídy se rovněž zúčastnil druhé světové války v Pacifiku, konkrétně dvou bitev v rámci série bitev u Leyte v říjnu 1944 a operace Ten-gó v dubnu 1945.
Navzdory oficiálnímu označení měl kanón ráži 460 milimetrů, hlaveň délky 45 ráží a používal dělený náboj. Primárně byl určen k ničení nepřátelských plavidel na vzdálenost až 42 kilometrů pomocí 1460kg protipancéřových granátů. Proti nepancéřovaným plavidlům nebo pozemním cílům mohl používat 1360kg trhavé granáty. Proti letadlům, či pozemním cílům bylo možno od roku 1943 použít granáty typu 3 – tzv. san-šiki dan (三式弾) – se zápalnou submunicí.

## Vývoj a produkce
Od první světové války vyvíjelo císařské námořnictvo dva těžké lodní kanóny typu 5. roku (éry Taišó: 五年式 5-nenšiki – tj. roku 1916) v rážích 480 a 460 mm. První z nich jako experimentální a druhý jako předpokládanou hlavní výzbroj plánovaných bitevních křižníků třídy č. 13. S přijetím výsledků washingtonské odzbrojovací konference v roce 1922 byly ale práce na obou typech zastaveny.
V roce 1934 začalo císařské námořnictvo připravovat plány na konstrukci budoucích bitevních lodí třídy Jamato. V rámci doktríny Kantai kessen (艦隊決戦 ~ loďstvo rozhodující bitvy) měly nést těžší děla s větším dostřelem, než jejich předpokládané protějšky – bitevní lodě US Navy. To mělo bitevním lodím třídy Jamato umožnit rozstřílet nepřítele dřív, než se dostane na dostřel vlastních děl.
Pro nové bitevní lodě byla nakonec vybrána ráže 460 mm, která měla být dostatečná k překonání výkonů šestnáctipalcových (406,4 mm) děl amerických bitevních lodí. Čijokiči Hada, který stál za návrhy většiny těžkých děl císařského námořnictva ve 20. století, začal na návrhu závěru nového děla pracovat v roce 1934 – proto bylo dělo označováno jako typ 94 (rok 1934 byl 2594. rokem císařského kalendáře). Podle reportu 0-45(N) měl být projekt dokončen někdy v letech 1939 nebo 1940, kdy měla být i zahájena výroba v námořním arzenálu v Kure. Podle Lacroixe ale mělo být první dělo dokončeno již v březnu 1939 a následně testováno na námořním testovacím polygonu Kamegakubi (亀ヶ首; 34°6′36″ s. š., 132°35′16″ v. d.). Podle M3I mělo být první dělo dokončeno a poprvé otestováno dokonce již v roce 1938. V kurském námořním arzenálu na produkci děl dohlíželi pozdější inženýr M. Ojamada a tehdejší zóhei daisa (造兵大佐 ~ námořní kapitán zodpovědný za výzbroj) Tadahide Itó.
Původní plán počítal s postavením pěti jednotek třídy Jamato, každá s devíti 460mm děly typu 94 ve třech trojhlavňových věžích. To by vyžadovalo minimálně 45 děl. Nakonec ale byly jako bitevní lodě dokončeny pouze první dvě jednotky – Jamato a Musaši. Třetí jednotka, Šinano byla ještě během stavby přestavěna na letadlovou loď a zbývající dvě jednotky byly zrušeny. Pro transport děl a dělových věží pro Musaši z Kure do Nagasaki byla postavena speciální nákladní loď Kašino.
Celkem bylo vyrobeno asi 27 děl. K nim bylo vyrobeno celkem šest kompletních tříhlavňových dělových věží (první byla dokončena roku 1939), které byly osazeny na Jamato a Musaši. Dále jedna zkušební věž, která ale obsahovala pouze mechanismus potřebný k usazení věže. Jedna věž pro Šinano byla rozpracována.

## Osud vyrobených děl
Osmnáct z asi 27 vyrobených děl bylo usazeno v dělových věžích Jamata a Musaši. Tato děla byla ztracena při potopení obou obrněnců 24. října 1944 v případě Musaši, a 7. dubna 1945 u Jamata. Dvě testovací děla byla zničena Američany na testovacím polygonu Kamegakubi v listopadu 1945 v rámci všeobecné likvidace japonských zbraní okupačními silami. Po rozhodnutí dokončit Šinano jako letadlovou loď bylo dalších sedm děl v různém stádiu sestavení spolu s nástroji k jejich výrobě a dalšími díly převezeno z Kure na pláž zátoky severně od Kamegakubi, kde byly uloženy. Během uložení se jim dostalo pouze minimální údržby a ochrany před korozí. Těchto sedm děl bylo po válce na pláži nalezeno a dvě z nich byla převezena do Států, zatímco zbývající byla určena k demolici. Ve Státech byla dvě děla testována v Dahlgren Proving Grounds ve Virginii. Během 50. let 20. století měla být sešrotována.

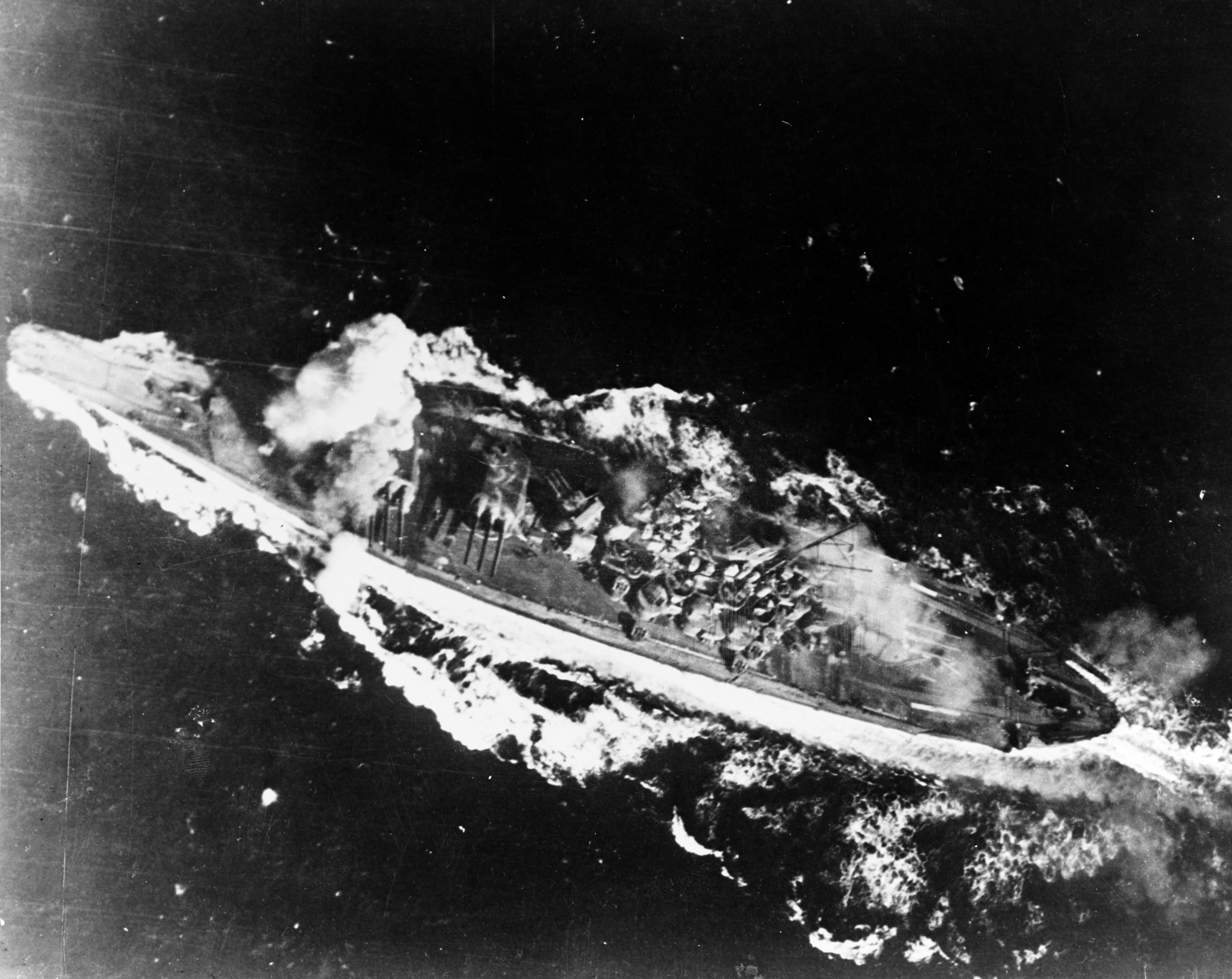
Jamato během bitvy v Sibuyanském moři. Natočení předních dělových věží se 460mm kanóny svědčí o jejich zapojení do protiletadlové palby.

Devět děl Musaši se do akce dostalo pouze jednou a to když z nich v bitvě v Sibuyanském moři Musaši střílela san-šiki dan proti letadlům. Během útoku druhé vlny amerických palubních letadel vystřelila Musaši celkem 54 san-šiki dan – převážně z děl druhé a třetí dělové věže. První věž byla na počátku útoku vyřazena explozí nabíjeného san-šiki dan u prostředního děla, který explodoval po zásahu střepinou z pumy, která dopadla před dělovou věž. Během třetí vlny amerických útoků vystřelilo šest zbývajících děl druhé a třetí dělové věže celkem 35 san-šiki dan.
Devět děl Jamato se do akce dostalo celkem čtyřikrát. Poprvé v bitvě v Sibuyanském moři, kde z nich rovněž střílela san-šiki dan proti letadlům. Podruhé v bitvě u ostrova Samar, kdy byly zpočátku pouze dva kanóny předních dělových věží, které zahájily palby na americké letadlové lodě Taffy 3, nabity protipancéřovými granáty. Zbývající děla byla nabita san-šiki dan. Po první letadlové lodi vystřelilo šest předních děl tři salvy, než byla palba přenesena na další cíl… Potřetí se 460mm děla Jamato zapojila do akce při ústupu z bitvy u Samaru, když byla Jamato 26. října napadena americkými B-24 Liberator, proti kterým byly opět použity san-šiki dan. Počtvrté a naposledy 460mm děla Jamata vystřelila 7. dubna 1945 během operace Ten-gó. Při vyplutí vezla Jamato celkem 1170 granátů do 460mm děl, což bylo o 30 granátů na hlaveň víc, než činil obvyklý palebný průměr. Na své poslední cestě k Okinawě Jamato nejprve použila san-šiki dan dopoledne proti americkým průzkumným letounům a poté odpoledne proti americkým útočným vlnám, které nakonec způsobily zkázu Jamata.

## Popis

### Hlaveň
Složená zpevněná hlaveň byla vyrobena kombinací fretáže a autofretáže. Plášť tvořil vnitřní prstenec #2A, který zabíral celou délku hlavně. Na prstenec #2A byl plášťován prstenec #3A, který zabíral 3/5 délky od zadku hlavě a který stlačoval #2A (předpětí, fretáž). Obě vrstvy byly dále zpevněny navinutým drátem. Drátěná omotávka #4A zabírala 2/3 délky hlavně (od zadku), což znamená, že začínala již na #2A a pokračovala přes celou #3A. Nakonec přišla omotávka #5A, která kryla závěr a zadní část nábojové komory. Do takto konstruovaného pláště byla vsunuta košile (tenkostěnná duše) #1A a autofretována pomocí hydraulického tlaku 110 000 až 120 000 psi (758 423,3 až 827 370,9 kPa).
Po umístění košile bylo provedeno drážkování hlavně o délce 20,48 metrů. Drážkování bylo konstantní a sestávalo ze 72 drážek o hloubce 4,6 milimetrů a šířce 12,14 milimetrů. Pole mezi drážkami mělo šířku 7,93 milimetrů. Jeden závit měl hloubku 28 ráží (12 880 mm), což odpovídá stoupání drážkování 6 ° a 24,1 '. To u granátů typu 91 a 1 udělovalo počáteční rotaci 60,6 otáček za sekundu při úsťové rychlosti 760 m/s, respektive 62,5 otáček za sekundu u granátů typu 0 a 3 při úsťové rychlostí 805 m/s.
Nábojová komora měla objem 480 dm3 a při výstřelu v ní byl vyvinut tlak 3000–3200 kg/cm2 (300-320 MPa). Závěr byl šroubovací.
Životnost hlavně byla odhadována na 200 až 250 výstřelů. Teoreticky bylo možné provést „pouze“ výměnu opotřebované košile #1A, ale celá operace byla považována za natolik náročnou, že se předpokládalo za praktičtější nahradit rovnou celé dělo. Vzhledem k malému nasazení děl však nikdy k této operaci nedošlo.

### Munice

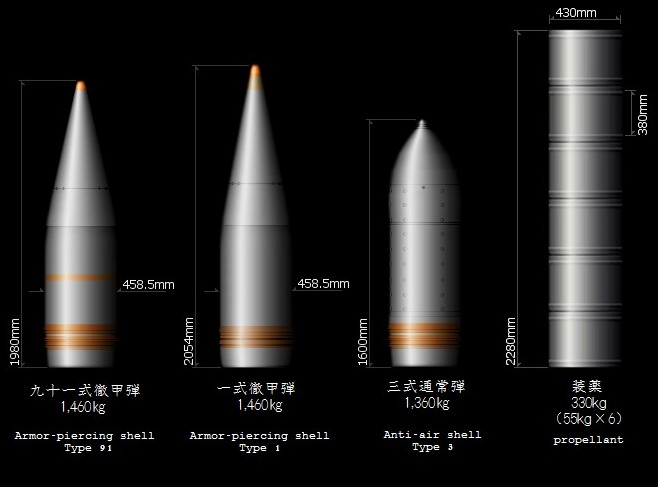
Přehled munice pro 460mm kanón typu 94 – zleva doprava: protipancéřový granát typu 91, protipancéřový granát typu 1, typ 3 se zápalnou submunicí a šest prachových náloží potřebných k jednomu výstřelu. Chybí granát typu 0.

460mm kanóny typu 94 používaly dělenou munici. Byly vyvinuty čtyři druhy granátů, které tato děla mohla používat a to dva protipancéřové typů 91 a 1, trhavý typu 0 a typ 3 se zápalnou submunicí a pak jejich cvičné varianty. Rovněž granáty pro „40cm kanón typu 94“ byly z důvodu utajení skutečné ráže označovány jako „40cm“.

#### Protipancéřové granáty typu 91 a 1

Schéma protipancéřového granátu typu 91

Protipancéřový granát typu 91 (91式徹甲弾 91 šiki tekkódan) byl v ráži 460 mm původním protipancéřovým granátem pro děla typu 94. Jelikož jeho náhrada v podobě protipancéřového granátu typu 1 byla zavedena do výzbroje již v roce 1941, je pravděpodobné, že Jamato a Musaši granáty typu 91 nikdy nenesly (nebo pouze v počátcích kariéry). Oba typy protipancéřových granátů měly dnový zapalovač typu 13. roku model 5 (13年式5号 13-nenšiki 5-gó) a byly plněny 33,85 kg trinitroanisolu (TNA), císařským námořnictvem označovaným jako výbušnina typu 91 (91式爆薬 91-šiki bakujaku).
Zapalovač byl nastaven na zpoždění 0,4 sekundy, což mělo granátu poskytnout dost času pro podvodní (水中 suičú) zásahy, kdy granát (v případě že nezasáhne loď nepřítele přímo) dopadne těsně před cíl a po průniku do vody zasáhne cíl pod čarou ponoru a ideálně i pod hlavním bočním pancéřovým pásem. Za tímto účelem byly oba typy protipancéřových granátů vybaveny tupou špicí, která po průniku do vody způsobovala změnu trajektorie granátu. Granát pak pod vodou pokračoval v dopředném pohybu (klesání do hloubky bylo relativně malé) a dokázal tak pod vodou urazit vzdálenost 100 až 200 ráží, tedy 46 až 92 metrů, než vlivem ztráty rychlosti klesl do hlubin (respektive explodoval). Podle Lacroix & Wells bylo ale toto chování u ponořených 460mm granátů omezené (relativně vzhledem k chování granátů menších ráží po ponoření). Kvůli lepší aerodynamice během letu byly granáty vybaveny balistickou čepicí, která se šroubovala na granát a zakrývala tupou špici. Po dopadu do vody se balistická čepice odlomila. Granáty typu 1 byly vybaveny o 106,5 mm delší balistickou čepicí, než typ 91. Rovněž u dna se granáty zužovaly. Vedle balistické čepice se typ 1 od typu 91 odlišoval jedním dvojitým vodícím kroužkem místo dvou užších a také možností nést barvivo, které po dopadu obarvilo sloup vody. Každá bitevní loď v senkan sentai (戦艦戦隊 ~ divize bitevních lodí) měla určenou vlastní barvu, takže díky různě barevným vodním sloupům bylo možno rozlišit dopady salv jednotlivých bitevních lodí a řídit jejich palbu.
Všechny protipancéřové granáty byly celé bílé (kromě vodících kroužků, které byly ponechány v barvě kovu) s oranžovým (podle reportu 0-19), respektive červeným (podle Lacroix & Wells) pruhem kolem těžiště.

#### Trhavé granáty typu 0

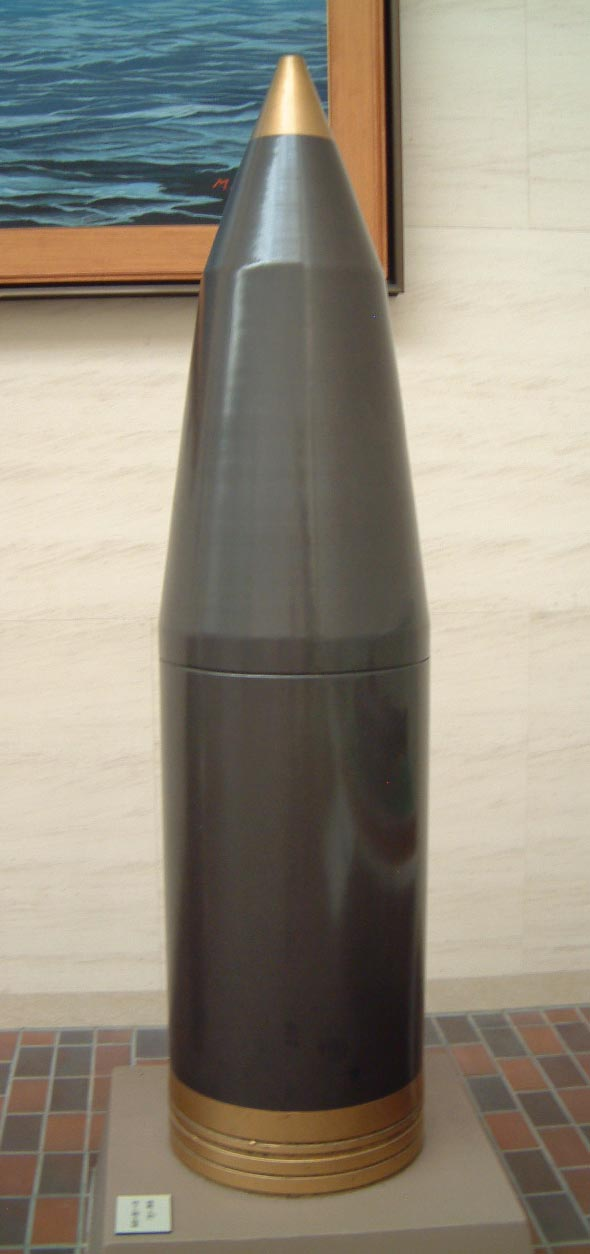
Trhavý granát typu 0 vystavený v Yamato museum v Kure

Trhavé granáty typu 0 (零式通常弾 rei-šiki cúdžódan, doslova „běžný granát typu 0“) byly určeny k ničení nepancéřovaných cílů a pro protiletadlovou palbu. Podle reportu 0-19 byly plněny 136 librami (61,7 kg) TNA a pro zničení vzdušného cíle se předpokládalo, že stačí exploze do 74,4 yardů (68,0 m) od cíle.
Byly iniciovány hlavovým mechanickým časovým zapalovačem. Bylo možno použít buďto zapalovač typu 91 z roku 1932, který byl v roce 1944 zjednodušen a přeznačen na typ 4 model 1, nebo zapalovač typu 0 z roku 1943, který byl v roce 1944 rovněž zjednodušen a přeznačen na typ 4 model 0. Časované roznětky byly nastavovány v muniční manipulační místnosti pod věží (stejně tak u san-šiki dan).
Ostré trhavé granáty měly kaštanově hnědé tělo, většinou se žlutým proužkem uprostřed, a bílou špičku.

#### San-šiki dan

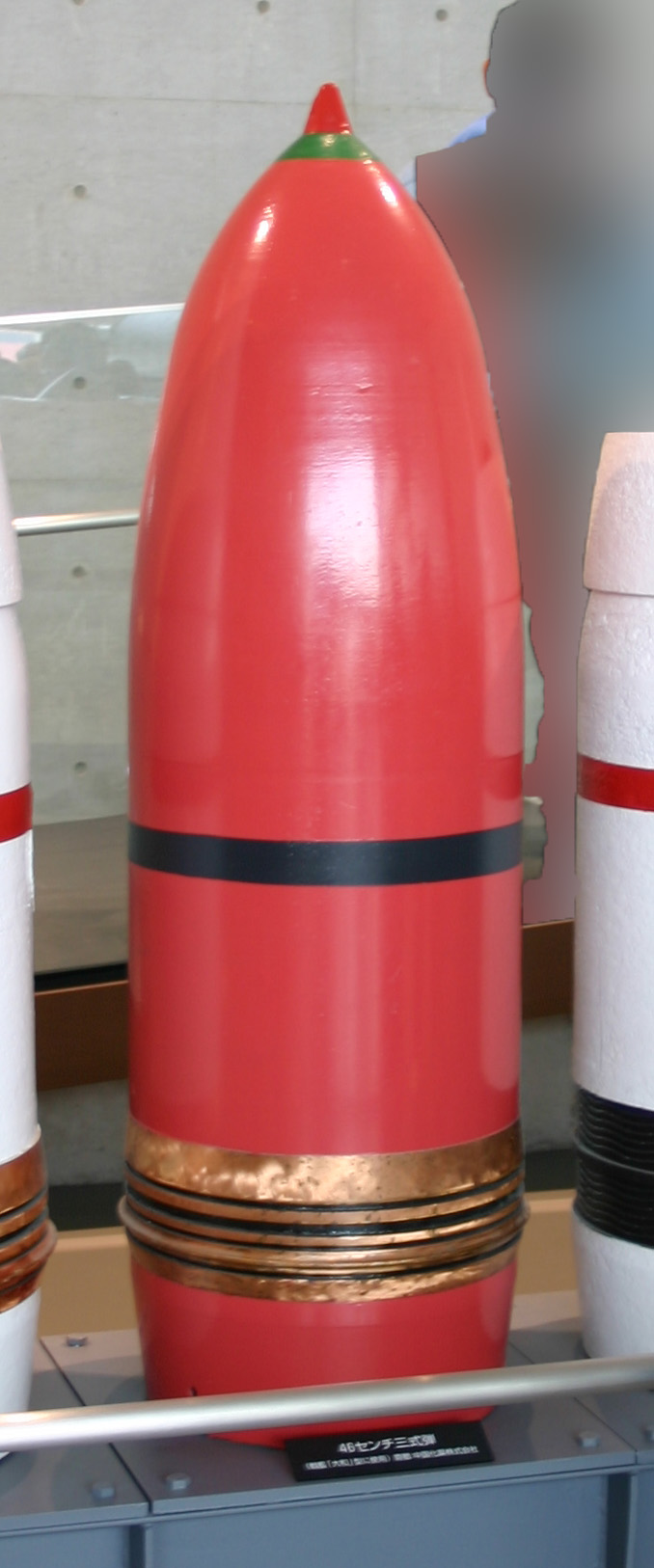
Granát typu 3 v Yamato museum

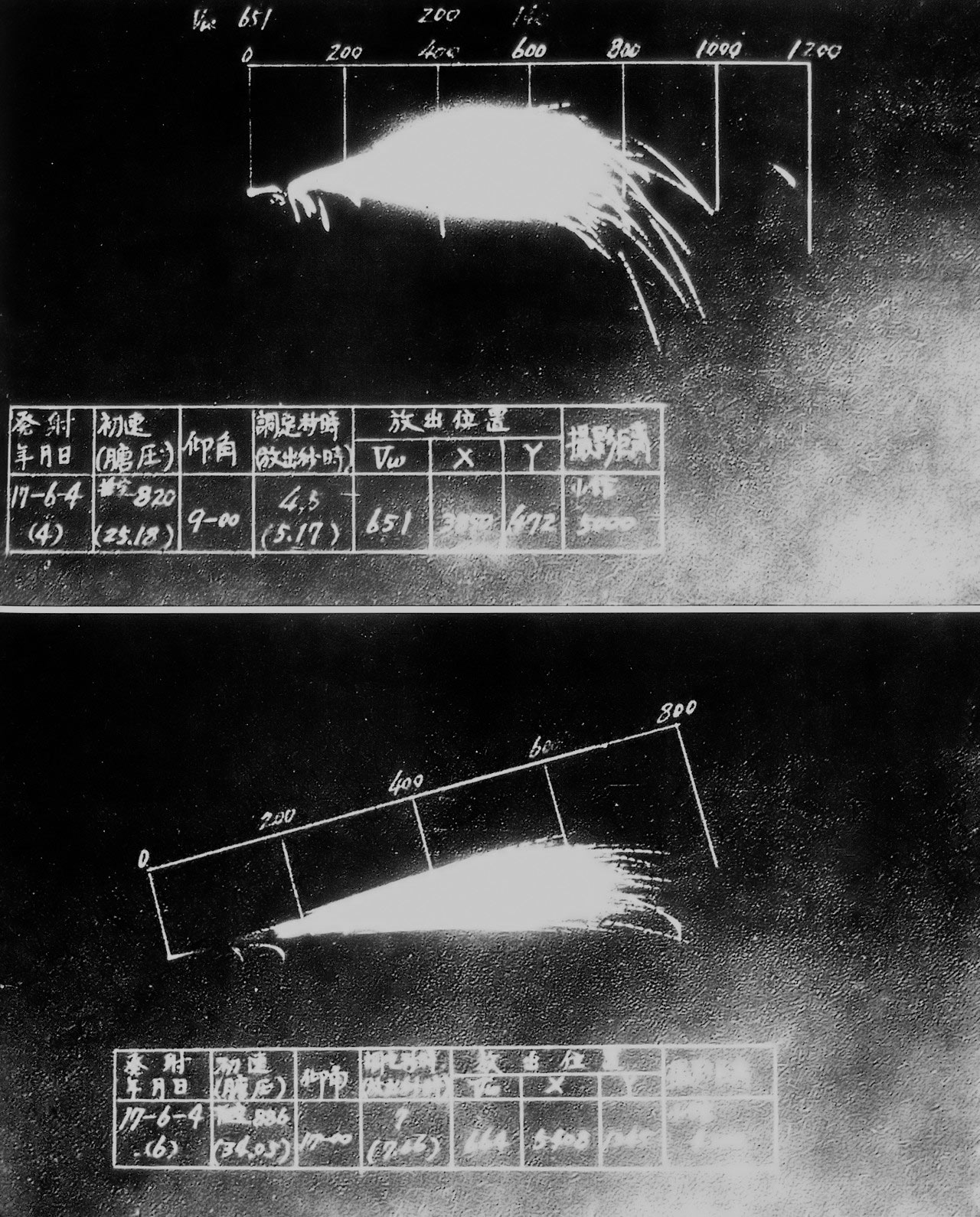
Záznam exploze granátu typu 3

V červenci 1938 zahájilo císařské námořnictvo vývoj granátů se zápalnou submunicí pro použití proti vzdušným cílům. Výsledkem byl granát typu 3 (三式弾 san-šiki dan), který byl oficiálně označován jako „běžný granát typu 3“ (3式通常弾 san-šiki cúdžódan) – tedy obdobně jako trhavé granáty typu 0. Někdy se též používalo označení „tříštivý granát“ (散開弾 sankaidan).
Granáty typu 3 byly plněny 996 trubičkami o průměru 25 mm a délce 90 mm. Náplň každé trubičky tvořila hořlavá směs složená z 45 % Elektronu, 40 % dusičnanu barnatého (Ba(NO3)2), 14,3 % kaučuku (respektive 9,3 % vulkanizované gumy a 5 % surového kaučuku), 0,5 % síry a 0,2 % kyseliny stearové. Elektron byla obchodní značka pro směs složenou z 90 % hořčíku, 3 % hliníku, 3 % mědi, 2 % zinku a 2 % křemíku. Každá takováto zápalná tyčinka hořela po dobu pěti sekund teplotou přibližně 3000 °C a plamen měl délku pěti metrů. V předem nastavené vzdálenosti mechanický hlavový časový zapalovač typu 0 (nebo typu 4 model 0) inicioval explozi granátu typu 3, který do okolí rozmetal v sobě obsažené zápalné tyčinky, které půl sekundy poté začaly hořet a vytvořily ohnivý kužel (spolu se střepinami granátu) o délce 242 metrů.
Japonci považovali san-šiki dan za účinný protiletadlový prostředek. Američtí piloti jejich úsudek nesdíleli a považovali san-šiki dan spíše jenom za pěknou podívanou.
Ostré granáty měly červené tělo a bílou špičku.

#### Prachové náplně
Pro jeden výstřel bylo potřeba do nábojové komory za granátem vsunout 330kg prachovou náplň (装薬 sójaku) složenou ze šesti prachových náloží, které nabiják nabíjel do komory najednou. Každá prachová nálož byla původně umístěna ve vlněném vaku. V roce 1942 byla vlna vyměněna za hedvábí.

### Lafetace
Typ 94 se používal pouze v dělových věžích bitevních lodí třídy Jamato. Dvě věže byly umístěny na přídi a jedna na zádi, všechny v podélné ose plavidla. Každá věž ukrývala tři 460mm kanóny a jejich nabíjecí zařízení. Podélné osy krajních kanónů byly od osy prostředního vzdáleny 350cm a při společném výstřelu salvy byl výstřel prostředního kanónu o 0,08 sekund opožděn. Zákluz děla při výstřelu byl 1,43 metru.
Každé dělo bylo uloženo v samostatném lůžku, takže mohlo měnit elevaci nezávisle na ostatních. Změnu elevace zajišťoval hydraulický píst. Maximální rychlost změny elevace byla projektována na 6 °/s, ale ve skutečnosti byla až 8 °/s. Každé dělo mohlo být nabíjeno při elevaci 3 ° a maximální rozsah elevace byl od -5 do +45 °. Bylo jej ale možno omezit na rozmezí od +3 do +41 stupňů, což urychlilo nabíjecí proces (neboť dolní poloha hlavně byla rovněž nabíjecí polohou) za cenu snížení dostřelu přibližně o jeden kilometr.
Otáčení každé dělové věže zajišťoval motor o výkonu 500 koňských sil (367,75 kW). Každá věž měla tyto motory dva, ale vždy pracoval jenom jeden z nich. Maximální rychlost změny odměru byla 2 °/s.
Rozdělení hmotnosti mezi jednotlivé komponenty věže bylo podle reportu 0-45(N) následující:
| Tři děla se závěry:                                                 | 495 tun  |
| Elevační mechanismus:                                               | 228 tun  |
| Otočná platforma věže bez pancéřování, děl a elevačního mechanismu: | 350 tun  |
| Komora s výtahem pod věží:                                          | 647 tun  |
| Pancéřování věže:                                                   | 790 tun  |
| Celkem:                                                             | 2510 tun |

Lacroix ale uvádí celkovou hmotnost věže jako 2565 tun a Digiulian dokonce 2730,2 T (2774,011 t). Podle Skulského je hmotnost 2774 tun hmotností dělově věže včetně granátů v obou manipulačních místnostech pod věží.
790 tun pancéřování věže představoval čelní pancíř o tloušťce 650 mm, boční pancíř 250 mm, zadní pancíř 190 mm a stropní pancíř o tloušťce 270 mm.
Pod dělovou věží se nacházela komora s výtahy pro dopravu munice a prachových náplní do věže. Horní dvě patra komory (která se otáčela spolu s věží) zabíraly muniční manipulační místnosti s vertikálně umístěnými granáty. Celkem takto bylo uloženo 180 granátů (60 granátů na hlaveň), zatímco v muničním skladu mělo být dalších 120 granátů (40 na hlaveň, rovněž skladovaných ve svislé poloze). Tato čísla jsou ale založena na uspořádání testovací věže v Kamegakubi a u prakticky použitých věží mohla být jiná – jak dokazuje uložení celkem 1170 granátů při poslední plavbě Jamata. Granáty ve spodní manipulační místnosti mohly být doplněny z muničního skladu, který byl právě na úrovni spodní manipulační místnosti. Doplnění granátů v horní místnosti byla zdlouhavá práce při doplňování munice, neboť bylo třeba napřed granát naložit na zdviž v dolní manipulační místnosti, vyvézt nahoru a zajistit. Během boje měla být děla zásobována granáty z dolní manipulační místnosti. Horní místnost sloužila pouze jako zásobník pro zajištění plynulé dodávky munice pro okamžik, když byla zásoba v dolní manipulační místnosti vyčerpána a bylo jí potřeba doplnit z muničního skladiště. S tím souvisí i to, že všechny tři muniční zdviže vedly až do dolní muniční manipulační místnosti. Granáty byly mezi muničním skladem a muniční manipulační místností převáženy na speciálním vozíku, ze kterého se daly rovnou vložit do muniční zdviže.
Pod muničním skladištěm se nacházel dvoupatrový sklad prachových náplní. Dolní sklad zásoboval jedním výtahem prostřední dělo v dělové věži, zatímco horní sklad dvěma výtahy zásoboval obě krajní děla. Prachové náplně byly ve skladu uloženy horizontálně a na přepravník byly nakládány ručně. Poté obsluha dotlačila nálože po přepravníku k otočnému překladači – ten se otáčel kolem horizontální osy a zajišťoval oddělení skladiště od manipulační místnosti, aby v případě zásahu neprošly plameny z věže do skladiště. Do překladače se vešlo šest náloží, což bylo množství potřebné pro jeden výstřel. Původně se překladač otáčel manuálně, ale později byl – pro namáhavost – otáčen hydraulicky při zachování možnosti nouzové manuální obsluhy. Na druhé straně překladače bylo všech šest náloží přeloženo na vozík, který se pohyboval po kolejnicích kolem otočné komory dělové věže. Vozík dopravil nálože k hydraulickému nabijáku, který – po otevření další protipožární záklopky – nálože natlačil do koše výtahu. V dolní prachové manipulační místnosti byl jeden vozík, zatímco v horní byly vozíky dva, neboť tam bylo potřeba obsluhovat dva výtahy. U testovací věže v Kamegakubi byly vozíky obsluhovány lidskou silou, ale na Jamato a Musaši byly použity jiné, mechanizované, neboť se ukázalo, že při 10° náklonu lodě by bylo obtížné s vozíky manipulovat.
V případě potřeby bylo možno skladiště prachových náplní zaplavit. K tomu sloužily hydraulicky ovládané ventily, jejichž otevření trvalo 20 sekund a úplné zaplavení skladiště trvalo podle 0-45(N) 15 minut. Podle Skulského ale kompletní zaplavení trvalo 20 minut. Proti požáru v muničním skladišti, manipulačních místnostech, či v prostoru zdviží byly nainstalovány rozprašovače.

### Systém řízení palby
K zaměřování 460mm děl na obou jednotkách třídy Jamato sloužila kombinace dálkoměrů se zaměřovačem typu 98 (九八式方位盤 98-šiki hóiban), sokutekiban typu 98 a analogových dělostřeleckých počítačů typu 98 (九八式射撃盤 98-šiki šagekiban).
Každá loď nesla celkem čtyři patnáctimetrové dálkoměry: po jednom v zadní části každé dělové věže a jeden ve věži zaměřovače typu 98 na vrcholu hlavní nástavby. Navíc bylo každé dělo doplněno 10cm dalekohledem.

## Plánovaný nástupce
460mm dělem typu 94 a jím vyzbrojenými bitevními loděmi třídy Jamato megalomanské snahy císařského námořnictva neskončily. Další v řadě měl být 510mm kanón typu 98 pro Super Jamato, ale vývoj tohoto kanónu byl zastaven před začátkem války v Pacifiku.